# 駐日ヨルダン大使館

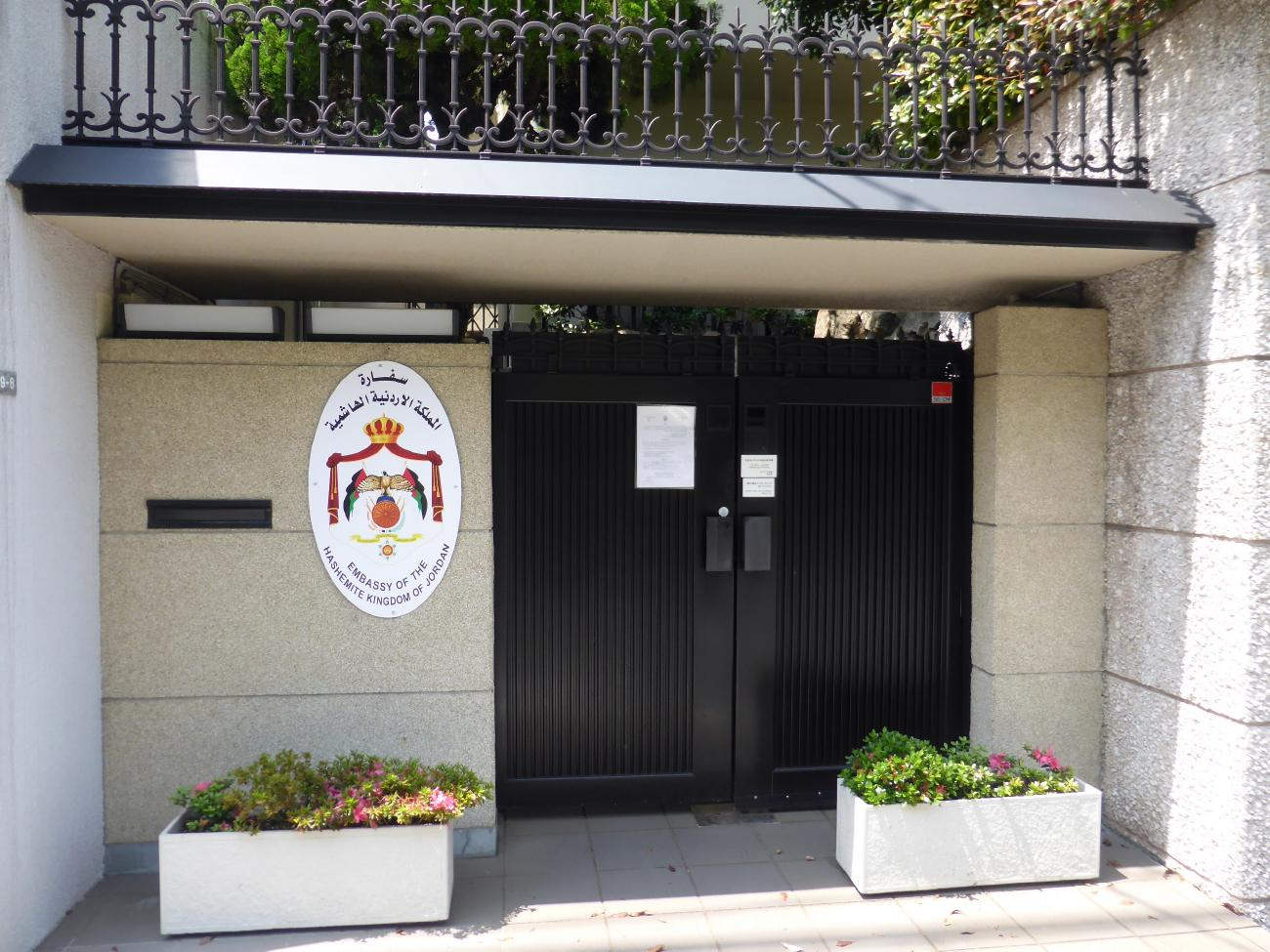
駐日ヨルダン大使館の正門（2020年）

駐日ヨルダン大使館（アラビア語: سفارة الأردن في اليابان、英語: Embassy of Jordan in Japan）は、ヨルダンが日本の首都東京に設置している大使館である。在東京ヨルダン大使館（アラビア語: سفارة الأردن في طوكيو、英語: Embassy of Jordan in Tokyo）とも。

## 沿革
1954年7月14日、日本とヨルダンの間で外交関係が樹立された。台北の在中華民国ヨルダン大使館による兼轄を経て、1974年、東京にヨルダン大使館が開設された。初代常駐大使はアーミル・シャンムート（アラビア語: عامر شموط、英語: Amer Shammout）。

## 所在地
| 日本語 | 〒150-0047 東京都渋谷区神山町39-8              |
| 英語   | 39-8, Kamiyama-cho, Shibuya-ku, Tokyo 150-0047 |

## 大使
2019年6月19日より、リーナ・アンナーブが特命全権大使を務めている。